# XXVe corps (armée de l'Union)
Le XXVe corps est un corps d'armée de l'armée de l'Union pendant la guerre de Sécession. Il est unique, parce qu'il est presque entièrement composé de troupes afro-américaines, qui appartenaient jusque-là au X et au XVIII corps.

## Histoire
Le 3 décembre 1864, les deux corps de l'armée de la James sont réorganisés. Ses unités blanches rejoignent le XXIV corps, tandis que les unités noires forment le XXV corps, sous le commandement du major général Godfrey Weitzel. Le nouveau XXV corps sert sans distinction particulière pendant les dernières journées de la campagne de Petersburg ; sa principale action remarquable est d'être le premier commandement à occuper Richmond, le 3 avril. En mai 1865, il est envoyé au Texas pour servir comme « armée d'occupation » contre la présence française de Napoléon III au Mexique.
Le XXV corps est dissout en janvier 1866.

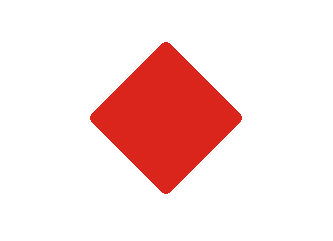
Insigne de la première division du XXV corps de l'armée de l'Union
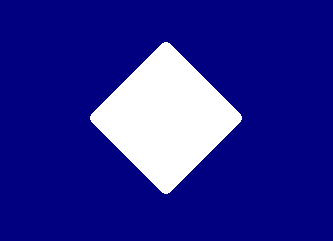
Insigne de la deuxième division du XXV corps de l'armée de l'Union
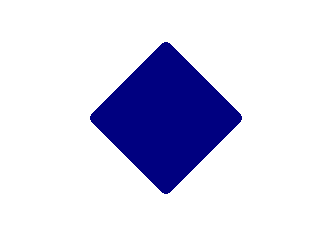
Insigne de la troisième division du XXV corps de l'armée de l'Union